# Rue du Capitaine-Dreyfus
La rue du Capitaine-Dreyfus est une voie de communication de Montreuil (Seine-Saint-Denis).

## Situation et accès
Cette rue présente la particularité d'être interrompue sur quarante mètres et de reprendre ensuite son tracé. Au niveau de la place Azrock, elle est interrompue par l'avenue du Président-Wilson, qu'elle abandonne plus au Sud.

## Origine du nom

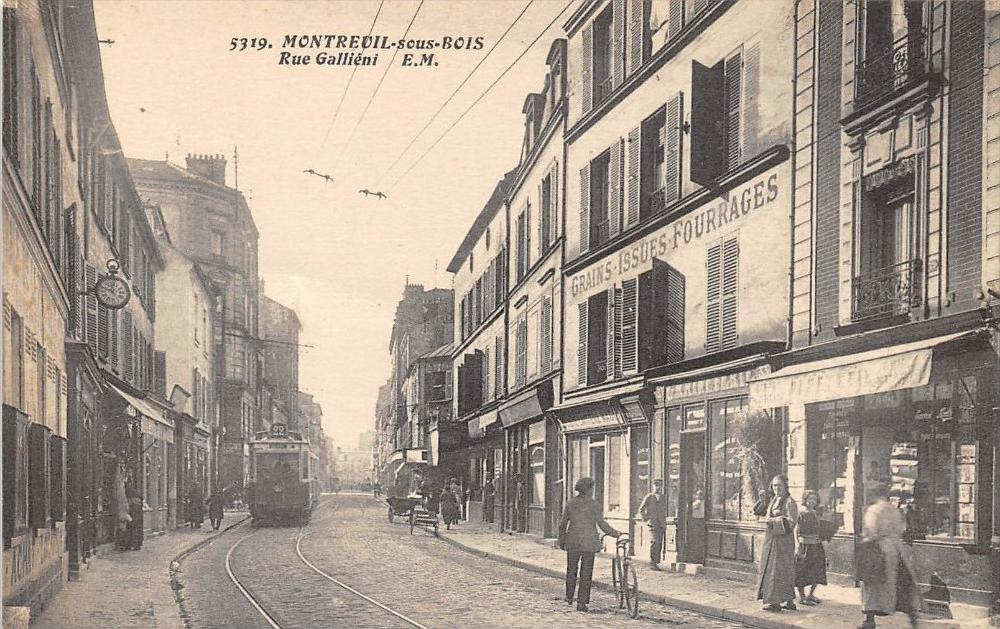
Montreuil-sous-Bois: La rue Gallieni

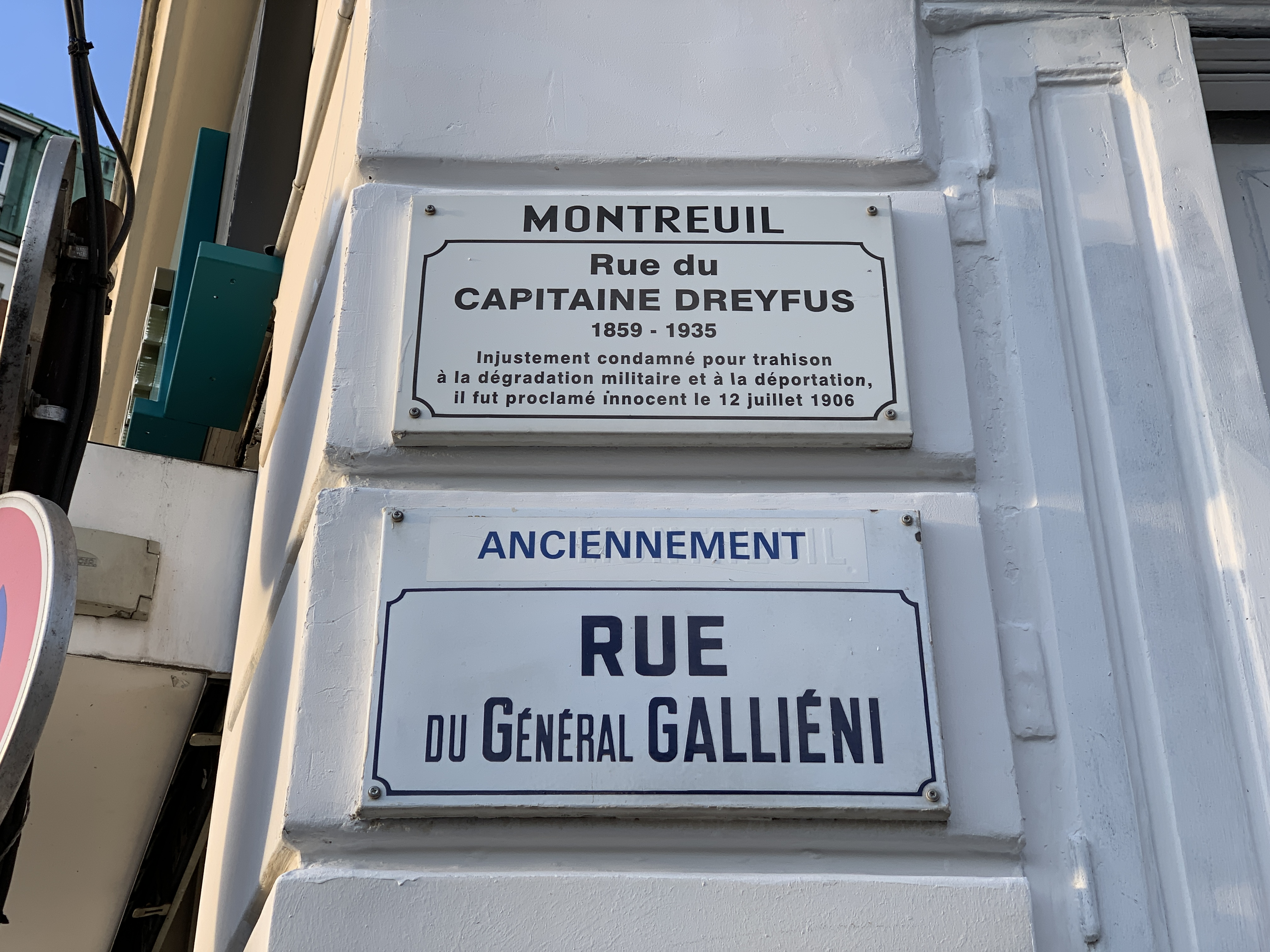
Plaque de la rue et de son ancien nom (rue du Général-Gallieni).

Elle rend hommage au lieutenant-colonel Alfred Dreyfus, officier français victime, en 1894, d'une erreur judiciaire qui est à l'origine d'une crise politique majeure des débuts de la IIIe République, l'affaire Dreyfus.

## Historique

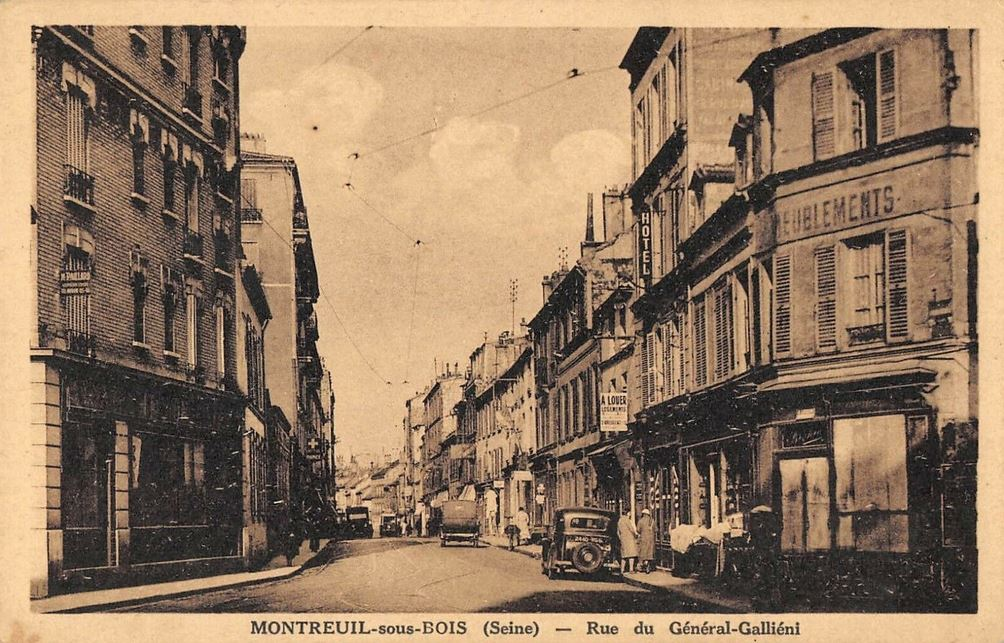
Rue du Général-Gallieni.

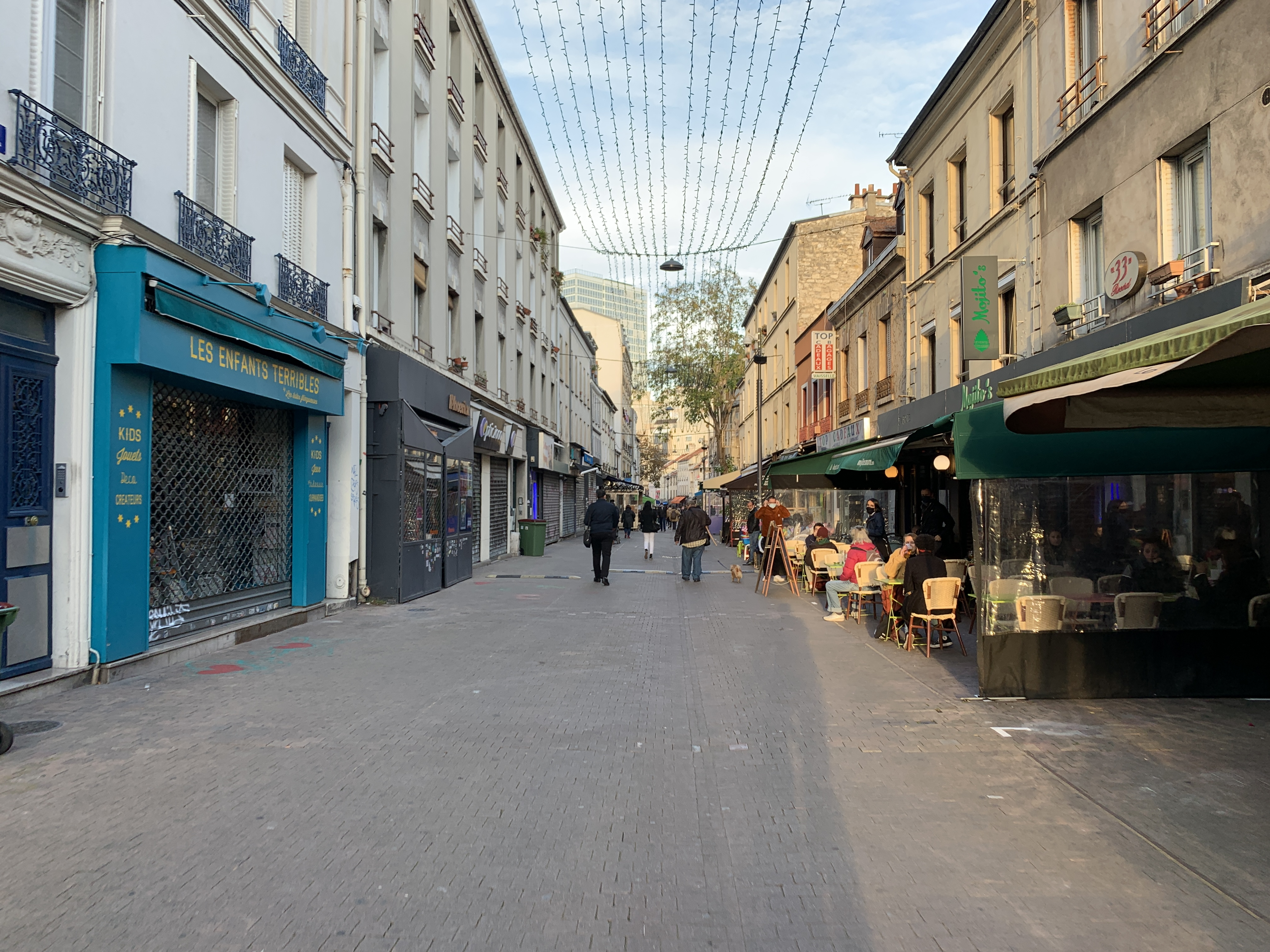
La rue en octobre 2020.

Cette voie de communication est tout d'abord recensée sous le nom de Rue du Pré.
Elle a ensuite porté le nom de « rue du Général-Gallieni », du nom de Joseph Gallieni (1849-1916), maréchal et administrateur colonial français.
Elle prend son nom actuel le 12 juillet 2006, anniversaire de la proclamation de l'innocence du capitaine Dreyfus.